# Matadi-Brücke
Die Matadi-Brücke ist eine Straßenbrücke über den Kongo bzw. Rio Zaire bei der etwa 135 km vom Atlantik entfernten Hafenstadt Matadi in der Demokratischen Republik Kongo. Sie ist eine der wenigen Brücken über den Kongo – die nächste Brücke steht etwa 2800 km flussaufwärts zwischen Kongolo und Kilubi am Lualaba in Katanga. Die Matadi-Brücke war bis zur Eröffnung der Brücke Maputo–Katembe am 10. November 2018 die größte Hängebrücke Afrikas.
Die Brücke verlängert die Straße von Kinshasa nach Matadi zu dem nördlich des Flusses gelegenen Gebiet der Provinz Kongo Central, insbesondere zu den weiter flussabwärts gelegenen Orten Boma und Banana, einem am Atlantik gelegenen Ort mit einem Ölterminal. Sie war ursprünglich als kombinierte Straßen- und Eisenbahnbrücke vorgesehen, um auch die Matadi-Kinshasa-Bahn über den Kongo zu führen. Ein Gleis sollte unterhalb der Fahrbahn innerhalb des ungewöhnlich hoch aussehenden Fahrbahnträgers eingebaut werden. Dazu ist es jedoch nie gekommen.
Die Brücke wurde unter der Herrschaft von Mobutu Sese Seko im Rahmen eines japanischen Entwicklungshilfeprogramms in den Jahren 1979 bis 1983 von Kawasaki Heavy Industries gebaut und hieß dementsprechend Pont Maréchal Mobutu Sese Seko (Marschall-Mobutu-Sese-Seko-Brücke) bzw. vereinfacht pont Maréchal. Während der Bauzeit erhielten zahlreiche Mitarbeiter der für die Brücke verantwortlichen Behörde, der OEBK - Organisation pour l’équipement de Banana-Kinshasa, eine brückentechnische Ausbildung in Japan. 28 Jahre später waren bei einer wiederum von Japan unterstützen Renovierung der Brücke nur noch zwei dieser Mitarbeiter bei der OEBK tätig. Obwohl zahlreiche Wartungsarbeiten in dieser Zeit nicht durchgeführt wurden oder nicht durchgeführt werden konnten, hat die OEBK sie dennoch in einem einigermaßen ordentlichen Zustand erhalten.

## Technische Angaben
Die Hängebrücke hat zwei Fahrspuren und beiderseits einen schmalen Gehweg. Sie ist, zwischen den Verankerungen der Tragseile gemessen, insgesamt 722 m lang und hat  eine Spannweite von 520 m. Nur der Fahrbahnträger zwischen den Pylonen hängt an den Tragseilen. Die jeweils 91 m langen Fahrbahnträger außerhalb der Pylone sind eigenständige Fachwerkträgerbrücken.
Die Pylone stehen auf den relativ steil ansteigenden Uferhängen in unterschiedlicher Höhe. Ihre Pfeiler sind 4,20 m starke Stahl-Hohlkästen, die das Brückendeck um 61,85 m überragen. Sie sind leicht zueinander geneigt, so dass die Seilebene der Tragseile und Hänger ebenfalls leicht geneigt ist.
Der Fahrbahnträger ist 14 m breit und 9 m hoch. Innerhalb der Seilaufhängung verbleiben 12 m für die Fahrbahnen und Gehwege. Unterhalb der Fahrbahn war ein Gleis in der Mitte des  Fachwerkträgers vorgesehen, das aber nicht eingebaut wurde.
Die in die Uferböschungen einbetonierten Ankerblöcke sind 35,4 m tief, 52,5 m lang und 26 m breit.